# Lista cronologiilor
Aceasta este o listă de cronologii folosite în prezent pe Wikipedia.

## Tipuri
- Grafic al vieții
- Cronologie logaritmică
  - Cronologie logaritmică detaliată
- Vizualizare sincronoctică

## Cronologii generale
- Listă de secole
- Listă de perioade de timp

### Istorie
- Cronologia istoriei  LGBT(9660 î.Hr.-prezent)
- Cronologie de istorie naturala (13700000000 î.Hr. - 200.000 î.Hr.)
- Cronologie de preistorie umana (200,000 î.Hr. - 3400 î.Hr.)
- Cronologie de istorie antica (3500 î.Hr. - 500 d.Hr.)
- Cronologia Evului Mediu (410 d.Hr. - 1499 d.Hr.)
- Cronologie de istorie modernă timpurie (1500-1899)
- Cronologie de istorie modernă (1900 - prezent)
- Cronologia țarilor și a schimbărilor de capitala (3850 î.Hr. - prezent)
- Cronologia explorărilor  europene
- Cronologie de istorie a mediului (15000 î.Hr. - secolul -20)
- Cronologia viitorului îndepărtat (10.000 – {\displaystyle 10^{10^{10^{56}}}})

## Arte
- Listă de ani în artă (preistorică - prezent)
- Listă de ani arhitectură (8000 î.Hr. - prezent)
- Cronologia stilurilor arhitecturale
- Cronologia istoriei artei nativilor americani (10,200 BCE - prezent)
- Listă de ani în literatură (2400 î.Hr. - prezent)
- Cronologia operelor lui Caravaggio
- Cronologia pieselor lui Shakespeare

## Cronologii biografice
- Cronologia lui Lord Byron (1788-1824)
- Cronologia lui Niccolò Machiavelli (1469-1527)
- Cronologia lui Mary Wollstonecraft (1759-1797)
- Cronologia aparițiilor lui Steve Jobs în Media (1955-2011)
- Cronologia managementului de proiect (2570 î.Hr. - prezent)
- Cronologia problemelor și evenimentelor de muncă și sindicatelor (1797-1989)
- Cronologia scandalului Enron (1996-prezent)

## Crime
- Listă de oameni asasinați
- Cronologie criminalității organizate (1880-prezent)
- Cronologie de piraterie (1680-prezent)
- Listă de revolte (121 î.Hr. - prezent)

## Evenimente
- Cronologia contactelor trans-oceanice pre-columbiene
- Cronologia explorării europene din Asia
- Cronologia colonialismului
- Cronologia colonizării Americii de Nord
- Cronologie a migrației în masă la Europa postbelică
- Cronologia Abolirii sclaviei (1102-prezent)
- Cronologia istoriei LGBT
- Listă evenimentelor LGTB pe ani
- Cronologia casatariilor LGTB(1989-prezent)
- Cronologie de suveranității Filipine
- Cronologie a proceselor vrăjitoarelor din Salem (1688-1713)
- Listă de premiere afro-american
- Listă de premiere de femei americane
- Listă de premiere femei

## Dezastre
- Listă de incendii istorice (356 î.Hr. –  assacr)
- Listă de  assacre
- Listă de epidemii
- Lista de dezastre nucleare și incidentelor radioactive
- Cronologia scufundarea Titanicului

## Economie
- Cronologia evenimentelor piața mondială a petrolului (1970-2005)
- Cronologie a planurilor de stabilizare economică din Brazilia (1989-1994)
- Cronologie dintre cele mai mari proiecte din economia Rusiei
- Cronologie de Marea Recesiune

.

## Divertisment
- Listă de ani în jocuri video (1947-prezent)
- Cronologia consola de jocuri de rol (1973-prezent)
- Listă de ani de film (1875-prezent)
- Listă de evenimente musicale (BCE secolul 20 - prezent)
- Cronologie de rock alternative (1976-prezent)
- Listă de ani în televiziune (1900-prezent)
- Cronologie a BBC (1922-prezent)

## Problemele de mediu
- Cronologie de evenimente de mediu (10.000 î.Hr. - prezent)
- Cronologie a mediului Noua Zeelandă (secolul 10 CE -prezent)

## Ficțiune
Aceasta este o listă de linii temporale în ficțiune:
- Cronologia Arda, parte a legendariumului lui J. R. R. Tolkien.
- Linia temporală a lui Billy Whizz (personaj fictiv din The Beano, benzi desenate britanice)
- Cronologia din Ex Machina, benzi desenate DC Comics
- Liniile temporale din Doctor Who, serial TV britanic
- Cronologia din Fundația, serie de romane de Isaac Asimov.
- Cronologia din New Crobuzon - oraș-stat fictiv creat de China Miéville.
- Cronologia din Sky Girls
- Cronologia din Star Trek
- Cronologia din Ware Tetralogy - patru romane SF de Rudy Rucker.
- Future History, o listă de viitoare evenimente prezentate în opera lui Robert A. Heinlein

## Legi
- Lista judecătorilor Curții Constituționale a Africii de Sud
- Lista de tratate
- Cronologia drepturilor femeii
- Listă legislației federale a Statele Unite ale Americii
- Lista de cazuri de la Curtea Supremă a Statele Unite ale Americii (1789-prezent)
- Cronologia diplomației Statelor Unite ale Americii

## Armata
- Listă de lupte ( 2071 î.Hr. - prezent)
- Listă de războaie ( Preistorie -prezent)
- Istorie militară ( Preistorie -prezent)
- Cronologie a evenimentelor din Războiul Rece (1914-1992)
- Cronologie de misiuni de menținere a păcii ONU (1948-prezent)
- Istoria conflictului arabo-israelian
- Cronologie a conflictului israeliano-palestinian
- Cronologie a revoluției islamice iraniene
- Femeile din războiul antic (secolul al-4-lea î.Hr. secolul 17)
- Femeile în război în perioada postclasică (5 secolul al-15-lea)
- Femeile  în război (1500-1699)
- Femeile în război  (secolul 18)
- Cronologie a femeilor notabile în primul război mondial
- Cronologie a femeilor în război în Statele Unite 1950-1999

### Conflicte militare
- Cronologia Războiului de o sută de ani (1337-1453)
- Cronologia războaielor dintre cele trei regate (1639-1651)
  - Cronologia Războiului Civil englez (1642-1651)
- Cronologie de Războiul de Independență al Statelor Unite ale Americii (1775-1783)
- Cronologie a Revoluției Franceze (1789-1799)
- Cronologie primului război mondial (1914-1924)
  - Cronologie a Campaniei Gallipoli (1915-1916)
- Cronologia celui de-al doilea război mondial (1939-1945)
  - Cronologie a evenimentelor precedente Doilea Război Mondial
    - Evenimente precedente Doilea Război Mondial în Asia
    - Evenimente precedente doilea război mondial în Europa

  - Cronologia invaziei Poloniei (1939)
  - Cronologia celui de-al doilea război mondial(1940)
  - Cronologia celui de-al doilea război mondial(1941)
  - Cronologia celui de-al doilea război mondial(1942)
  - Cronologia celui de-al doilea război mondial(1943)
  - Cronologia celui de-al doilea război mondial(1944)
  - Cronologia celui de-al doilea război mondial(1945)

## Filozofie
- Cronologie de filosofi
- Listă de ani în filozofie

## Politica
- Listă de ani în politică (1500S-prezent)
- Liderii de stat pe anul 3200 (BCE-prezent)
- Cronologie de feminism (380 î.Hr.-prezent)
- Cronologia feminismului în Statele Unite ale Americii (1776-prezent)
- Cronologia sionismului (1777-1991)
- Cronologia Revoluției Americane (1763-1789)
- Cronologia partidelor politice în Regatul Unit (1832-prezent)
- Cronologia președinției lui Barack Obama (2009)
- Cronologia președinției lui Barack Obama (2010)
- Cronologia președinției lui Barack Obama (2011)
- Cronologia președinției lui Barack Obama (2012)
- Cronologia președinției lui Barack Obama (2014)

## Religie
- Cronologie a femeilor ca episcopi anglicani și protestanți (-1929 prezent)
- Cronologie a femeilor ca episcopi (1934-prezent)
- Cronologie a femeilor în religie (secolul al 6-lea î.Hr.-prezent)
- Cronologie de hirotonirii femeilor (secolul al 6-lea î.Hr.-prezent)
- Cronologie de hirotonirii femeilor din Statele Unite (1815-prezent)
- Cronologia istoriei  Ayyavazhi (1809-prezent)
- Cronologia budismului (563 î.Hr. - prezent)
- Cronologie de creștinism (6 î.Hr. - prezent)
- Cronologia Bibliei
- Cronologia Apocalipsei
- Cronologia Cartea lui Mormon
- Cronologia lui Iisus
- Cronologie de misiuni creștine (31-prezent)
- Cronologie a femeilor ca episcopi anglicani și protestanți (-1929 prezent)
- Cronologie a femeilor ca episcopi (1934-prezent)
- Cronologia islamului (545-prezent)
- Cronologie a prezenței musulmane în Peninsula Iberică
- Cronologia jainismului

## Știința
- Listă de ani în domeniul științei (1500 - prezent)
- Cronologie de descoperiri științifice (secolul al 17-lea î.Hr. - prezent)
- Cronologie de experimente științifice (240 î.Hr. - prezent)
- Cronologie a gândirii științifice (3000 î.Hr. - prezent)
- Cronologie a istoriei metodei științifice ( 2000 î.Hr. - 2009)
- Cronologie de știință și inginerie din lumea islamică (610 - prezent)

### Astronautică și științe planetare
- Cronologia primelor lansări orbitale după țară (1957-2009)
- Cronologia explorării Sistemului Solar (1944-2030)

### Astronomie, Astrofizică și cosmologie
- Cronologia descoperirilor planetelor și sateliților naturali din sistemul solar( Preistorie -prezent)
- Cronologie a cunoștințelor despre mediul interstelar și intergalactic (1848-1990)
- Cronologia Big Bang-ului (13700000000 BCE - 100,000,000,000,000)
- Explorare planetară
- Telescoape, observatoare și tehnologie observarea

## Cronologii geografice

### Civilizații antice
- Cronologia Orientul Apropiat antic (Orientul antic inclusiv Babilonia și Asiria)
- Cronologie convențională egipteană (3200 î.Hr. - 525 î.Hr.)
- Cronologie egipteana
- Istoria Israelului din vechime și Iuda (1700 î.Hr. - 200 î.Hr.)
- Listă de consuli romane
- Cronologie mesoamericane
- Lista monarhilor Marele Imperiu Selgiuc

### Civilizații existente

#### Entități supranaționale și regiuni, popoare
- Cronologie de istorie Amazonului
- Cronologie de istoria Marii Britanii
- Cronologie a istoriei Uniunii Europene
- Cronologie de istorie evreiască
- Cronologie a Karavas

#### State suverane
- Cronologie de istorie afgana
- Cronologie de istorie albaneza
- Cronologie de istorie Argentiniana
- Cronologie de istorie armeana
- Cronologie de istorie australiana
- Cronologie de istoriei Banghandesh-ului
- Cronologie de istorie Barbados
- Cronologie de istorie Bhutan
- Cronologie de istorie din Birmania
- Cronologie de istorie din Burundi
- Cronologie de istorie Cambodgia
- Cronologie de istorie Chile
- Cronologie de istoria Chinei
- Cronologie de istorie columbian
- Cronologie de istorie croata
- Cronologie de istorie cubaneza
- Cronologia istoriei cipriote
- Cronologie de istorie engleză
- Cronologie de istorie franceză
- Cronologie de Istorie georgiana
- Cronologie de istorie germană
- Cronologia istoriei  Greciei moderne
- Cronologie de istorie indiana
- Cronologia istoriei indoneziană
- Cronologie de istorie irlandeză
- Cronologia istoriei Italiei
- Cronologie de istorie japoneza
- Cronologie de istorie coreeană
- Cronologie de istorie libaneza
- Cronologie de istorie malteză
- Cronologie de istorie mongolă
- Cronologia istoriei  Noua Zeelandei
- Cronologie de istorie nigeriana
- Cronologie de istorie pakistaneza
- Cronologie de istorie filipineza
- Cronologie de istorie poloneză
- Cronologie de istorie portugheză
- Cronologie a istoriei românești
- Cronologia istoriei rusești
- Cronologia istoriei Rwandei
- Cronologie de istorie sârbeasca
- Cronologie de istorie din Singapore
- Cronologie de istorie slovenă
- Cronologie de istorie spaniolă
- Cronologie de istorie suedeză
- Cronologie de istorie din Taiwan]
- Cronologie de istorie tanzanian
- Cronologie de istorie Tongan
- Cronologie de istorie Turciei
- Cronologie de istorie a Statelor Unite ale Americii
- Cronologie de istorie vietnameză

##### China
Cronologia istoriei Hong Kong-ului
Cronologie de Republica istoria Chinei